# Anthony Recker
Anthony Vito Recker, né le 29 août 1983  à Allentown (Pennsylvanie), est un ancien joueur de baseball et un commentateur sportif américain. Il a été receveur des Twins du Minnesota et des Mets de New York de la Ligue majeure de baseball.

## Carrière
Anthony Recker est repêché par les Athletics d'Oakland au 18e tour de sélection en 2005.
Il fait ses débuts dans le baseball majeur pour Oakland le 25 août 2011, quatre jours avant son 28e anniversaire. Le 27 août, il réussit son premier coup sûr dans les majeures contre le lanceur Érik Bédard des Red Sox de Boston. Il dispute 18 matchs au total pour Oakland en 2011 et 2012.
Le 27 août 2012, les Athletics échangent Recker aux Cubs de Chicago en retour de Blake Lalli. Recker dispute 13 parties pour les A's et 9 pour les Cubs en 2012. Le 9 septembre pour Chicago, il frappe aux dépens du lanceur Jeff Locke des Pirates de Pittsburgh son premier coup de circuit dans les majeures, récoltant du même coup son premier point produit.
Le 25 octobre 2012, il est réclamé au ballottage par les Mets de New York. En 3 saisons des Mets, de 2013 à 2015, Recker frappe pour ,190 de moyenne au bâton avec 15 circuits et 51 points produits. 
Le 27 novembre 2015, il signe un contrat des ligues mineures avec les Indians de Cleveland. Il ne joue jamais pour Cleveland, qui transfèrent son contrat aux Braves d'Atlanta le 9 mai 2016.
Recker évolue pour les Braves d'Atlanta en 2016 et 2017. Le 24 juillet 2017, il est échangé aux Twins du Minnesota en compagnie du lanceur gaucher Jaime García dans une transaction qui permet aux Braves d'acquérir le lanceur droitier des ligues mineures Huascar Ynoa.
Depuis 2022, il intervient régulièrement sur la chaine MLB Network en tant qu'analyste sportif.

## Vie privée
Recker s'est marié en 2013 avec Kelly Shepardson. Le couple à trois garçons, nés respectivement en 2014, 2016 et 2020.